# Jack Holden
John („Jack”) Thomas Holden (ur. 13 marca 1907 w Bilston, zm. 7 marca 2004 w Cockermouth) – angielski długodystansowiec, który zdobył cztery kolejne tytuły mistrza kraju w biegu maratońskim w latach 1947 – 1950. Reprezentował Wielką Brytanię na Letnich Igrzyskach Olimpijskich w Londynie, jednak nie ukończył zawodów. W 1950 zwyciężył w maratonie na Igrzyskach Imperium Brytyjskiego w Auckland pomimo pogryzienia przez psa.
Odnosił sukcesy także w biegach przełajowych, został pierwszym biegaczem, który zwyciężył cztery razy w międzynarodowych mistrzostwach w biegach przełajowych, pomiędzy rokiem 1933 a 1939.
W latach pięćdziesiątych władze z Coseley nazwały nową drogę na osiedlu Woodcross Jack Holden Avenue aby uhonorować miejscową gwiazdę sportu. 23 lipca 1952 otwarto Ogrody Jacka Holdena w Queens Road.
Holden zmarł w marcu 2004, zaledwie sześć dni przed swoimi dziewięćdziesiątymi siódmymi urodzinami.